# Vörösvérsejt

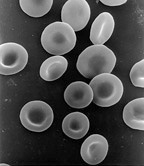
Vörösvértestek pásztázó elektronmikroszkópos (PEM) képe

A vörösvérsejt a vérben található alakoselemek egyike, feladatuk a légzési gázok, elsősorban az oxigén, kisebb részt a szén-dioxid szállítása. A vörösvérsejtek a vörös csontvelőben képződnek, fejlődésük mintegy 7 napig tart.

## Elnevezésük
A vörösvérsejt szokásos magyar rövidítése vvs, de az angol red blood cell elnevezésből származó RBC is gyakran előfordul leleteken. Tudományos neve az eritrocita (latinosan erythrocyta), amely az ógörög ἐρυθρός erüthrosz ’vörös’ és a modern latin cyta ’sejt’ összetétele; ez utóbbi a szintén ógörög κύτος kütosz ’üreges edény’ szóból lett kreálva.
Az emberi vörösvérsejtet szokás vörösvértestnek (rövidítve vvt) is nevezni (német hatásra: Blutkörperchen) arra hivatkozva, hogy fejlődésük során elvesztik a sejtmagvukat és egyéb sejtszervecskéiket (mitokondrium, riboszóma). Azonban a sejtmag elvesztése ellenére számos sejtszerű funkció megmarad, emiatt nem indokolt a sejt megnevezés megvonása.
A sejtmag elvesztése nem általános jelenség, a gerincesek közül csak az emlősök, a szalamandrákon belüli Batrachoseps és a sugarasúszójú halakon belüli Maurolicus nem egyedeinek vörösvérsejtjei magnélküliek, a többi gerincesnek magvas vörösvérsejtje van. A képzésüket stimuláló hormon az eritropoetin.

## Számuk és méreteik
Számuk egy felnőtt ember 1 µl-nyi vérében átlagosan ötmillió, a férfiaknak általában több, 5-5,4, míg a nőknek 4,8-5 millió. A vér alakos elemeinek a 99,9%-át adják. A számuk élettani körülmények között attól függ, hogy az adott egyén tartósan tengerszint fölött milyen magasan él, azaz a parciális oxigéntenziótól. Egyes légzőszervi vagy keringési betegségekben kompenzatórikusan szintén növekedhet a számuk. Átmérőjük kb. 7,2 µm, legnagyobb vastagságuk 2,2 μm. A vörösvérsejtek szállítják az oxigént és szerepük van a szén-dioxid szállításában is.

## A hemoglobin szerepe
Érésük közben hemoglobin-molekulák szintetizálódnak bennük, melyek vastartalmuk segítségével reverzibilisen képesek kötni, és ilyen módon szállítani az oxigént. Szárazanyag-tartalmuk 90%-a hemoglobin. A vörösvérsejtek átlagos élettartama 120 nap, a lépben és a májban bomlanak le. A vérfesték bomlásterméke a bilirubin, amit a máj az epébe választ ki. A szervezet a vasat újrahasznosítja. A vérben keringő vas felső határértéke 31 mikromol/liter lehet. Sportolóknál a 25-28 mikromol/liter érték szükséges, hogy egy versenyen a megfelelő oxigénfelvételt biztosítsa.

## Vérszegénység
Más néven anaemia, a vörösvérsejtek relatív hiánya. Lényege, hogy a keringő vérben alacsony az oxigént szállító hemoglobinszint. Oka lehet csökkent hemoglobin-termelés, illetve fokozott vörösvérsejt-pusztulás miatt. Mivel a hemoglobin a vörösvérsejtek alkotója, az anaemia gyakorlatilag a vörösvérsejtek betegsége.
Tünetei lehetnek:
- sápadtság
- emelkedett pulzusszám
- légszomj
- fejfájás
- alvászavar
- hidegérzékenység

Számos örökletes és más anémiás betegségben fontos szerepe van a vörösvérsejtek genetikai hibáinak (pl. sarlósejtes anémia), a B12-vitamin hiányának (ez a vészes vérszegénység, anaemia perniciosa), de okozhat vérszegénységet a vas bevitelének vagy felszívódásának zavara (vashiányos anémiák), az elégtelen vagy helytelen táplálkozási szokások (pl. krónikus alkoholizmus), az általános alultápláltság (fehérjehiány), bizonyos krónikus mérgezések (pl. ólom), valamint megtámadhatják és pusztíthatják a vörösvérsejteket kórokozók (malária). A leukémia krónikus válfajai is okozhatják, akárcsak nagyobb fokú vérveszteség, pl. vérző gyomordaganat vagy trauma.

## A vérszegénység gyógyítása
A genetikai hibák okozta vérszegénységek kivételével a többi ma már jól gyógyítható (feltéve, hogy a betegek hozzáférnek a megfelelő orvosi ellátáshoz). Ehhez többnyire B12 és vas (valamint kiegészítő vitaminok, pl. C-vitamin) bevitelére van szükség. Fontos a megfelelő táplálkozás és a gyógyszerekhez való hozzáférés lehetősége is, sajnos ez utóbbi a világ jelentős területein nem valósul meg.

## A vörösvérsejtek számának kóros felszaporodása
Ez átmenetileg előfordulhat folyadékvesztéskor (pl. szomjazás, nagyobb bőrfelületek megégése), vagy éppen az orvosi beavatkozás (vérátömlesztés) helytelen becsléséből. Felismerésük esetén ezek nagyon gyorsan korrigálhatóak.
A polycythaemia vera egy nagyon ritka betegség, amelynél a vörösvérsejtszám kóros növekedése (eritrocitózis) a csontvelő kóros túlműködéséből adódik. A vörösvérsejtszám növekedése többek közt a keringés megterhelésével és a trombózis veszélyének fokozódásával jár.